# District historique de Cut Bank Ranger Station
Pour les articles homonymes, voir Cut Bank.
Le district historique de Cut Bank Ranger Station – ou Cut Bank Ranger Station Historic District en anglais – est un district historique dans le comté de Glacier, dans le Montana, aux États-Unis. Protégé au sein du parc national de Glacier, ce district centré sur une station de rangers construite en 1917 est inscrit au Registre national des lieux historiques depuis le 19 janvier 1996.